# Fiodor Daniłow
Fiodor Władimirowicz Daniłow, ros. Федор Владимирович Данилов (ur. 17 lutego 1885 r. w stanicy Tenginskaja na Kubaniu w Rosji, zm. 24 lutego 1949 r. pod Monachium) – rosyjski wojskowy (generał major), przewodniczący Zagranicznego Przedstawicielstwa Kozaków kubańskich podczas II wojny światowej.
W 1897 r. ukończył junkierską szkołę piechoty w Tyflisie. Brał udział w rosyjsko-japońskiej w latach 1904–1905, a następnie I wojnie światowej. Awansował do stopnia pułkownika. W wyniku ciężkich ran odszedł ze służby wojskowej. Został atamanem Kozaków kubańskich. Na pocz. 1918 r. wstąpił do wojsk Kozaków kubańskich walczących z bolszewikami, organizując i dowodząc oddziałem konnym. Walczył na Kubaniu. W 1919 r. został atamanem majkopskiego oddziału Kozaków kubańskich. Doszedł do stopnia generała majora. W poł. listopada 1920 r. wraz z resztkami wojsk białych ewakuował się z Krymu do Gallipoli. Zamieszkał w Królestwie SHS. W 1942 r. został mianowany przez atamana Wiaczesława G. Naumienkę przewodniczącym Zagranicznego Przedstawicielstwa Kozaków kubańskich. W 1944 r. przyjechał do Niemiec, gdzie współpracował z hitlerowcami. Po kapitulacji Niemiec 8/9 maja 1945 r., został komendantem obozu dla uchodźców rosyjskich w Kempten (Allgäu). 12 sierpnia tego roku został przeniesiony do innego pobliskiego obozu, gdzie zmarł 24 lutego 1949 r.